# Kosmologia teoretyczna
Kosmologia teoretyczna zajmuje się badaniem struktury i ewolucji Wszechświata jako systemu, konstruując teorie i porównując ich przewidywania z obserwacjami, stanowiąc naturalne uzupełnienie kosmologii obserwacyjnej. W szczególności, przedmiotem badań kosmologii teoretycznej są statystyczne przewidywania dotyczące struktury Wszechświata, w tym modelowanie rozwoju pierwotnych zaburzeń, prowadzących do powstania galaktyk, a także modelowanie najwcześniejszych etapów ewolucji Wszechświata (teoria inflacji, teorie ciemnej energii i kosmologia strunowa, tj. kosmologia oparta na teorii strun).
Za początek kosmologii teoretycznej przyjmuje się rok 1917, kiedy Einstein użył nowo powstałej ogólnej teorii względności do skonstruowania pierwszego, cylindrycznego modelu kosmologicznego. Kosmologię teoretyczną można więc uznać za starszą od kosmologii obserwacyjnej.